# Tarnania tarnanii
Tarnania tarnanii är en tvåvingeart som först beskrevs av Dziedzicki 1910.  Tarnania tarnanii ingår i släktet Tarnania och familjen svampmyggor.
Artens utbredningsområde är Österrike. Arten är reproducerande i Sverige. Inga underarter finns listade i Catalogue of Life.